# Haasica
Haasica је род слатководних шкољки из породице Mycetopodidae.

## Врсте
Врсте у оквиру рода Haasica:
- Haasica balzani (Ihering, 1893)

## Синоними
- Marshalliella Haas, 1931